# Ungurei, Alba
Ungurei (în dialectul săsesc Gergestref, Gärještref, în germană Gergeschdorf, Gergesdorf, în maghiară Gergelyfája, Gergelyfalva) este un sat în comuna Roșia de Secaș din județul Alba, Transilvania, România.
Pe dealuri se află 140 ha. de viță de vie. Terenul arabil total este ca. 700 ha. De sat aparține o pădure mare, cu o faună și floră intactă. 
Satul are două biserici și două cimitire (evanghelic și ortodox). Biserica germană a fost renovată complet la exterior în anul 2004, cu ajutorul donațiilor de la comunitatea săsească din Germania. 
În anul 1999, cu ocazia sărbătorii satului („Fii Satului”) s-a dezvelit un monument de marmură în fața școlii în memoria eroilor din primul și al doilea război mondial. 
În sat există o școală primară (clasele 1-4), o grădiniță și cu un cămin cultural. 
Satul este dotat cu centrală telefonică digitală și TV prin cablu.

## Imagini

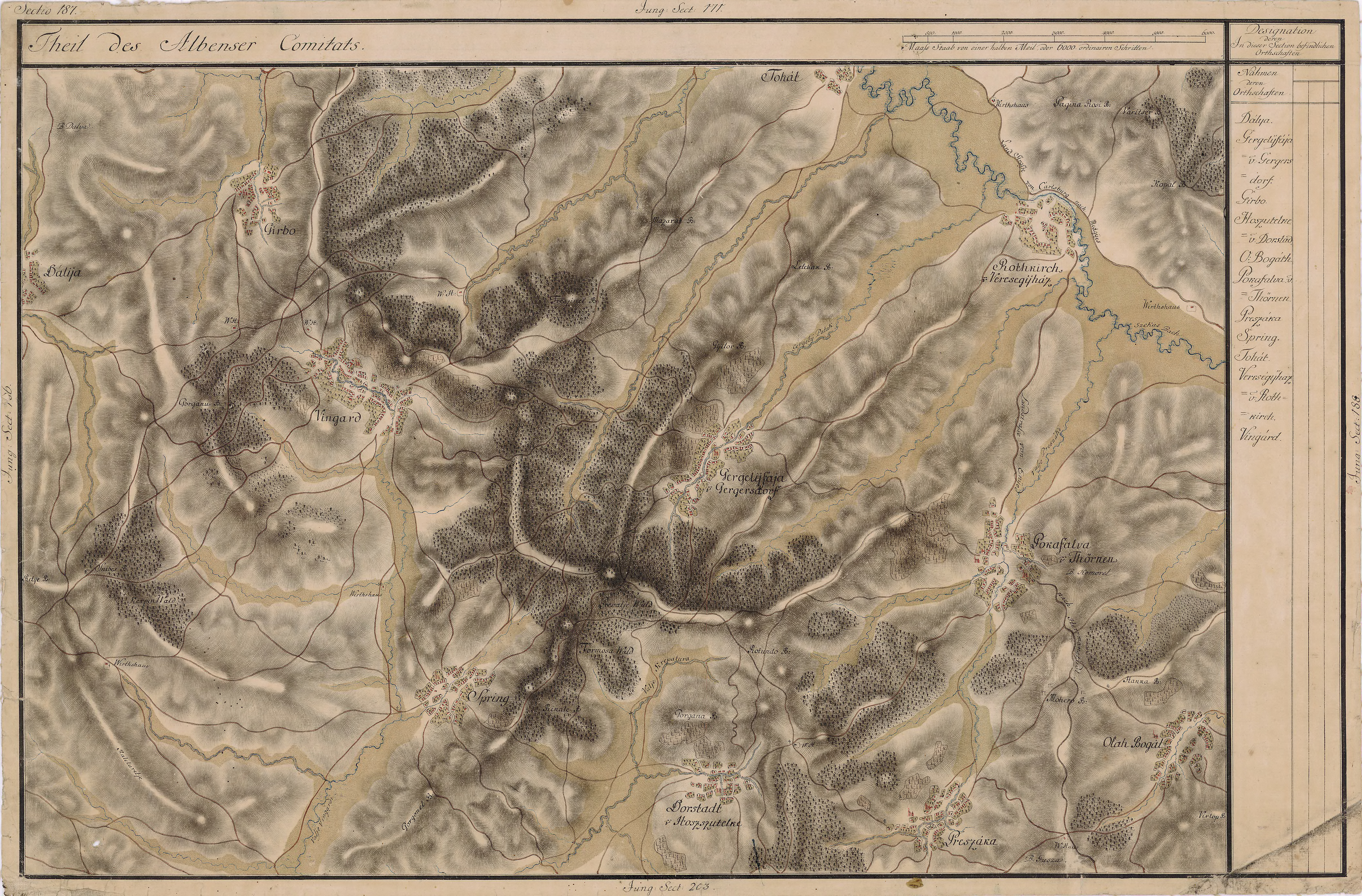
Ungurei în Harta Iosefină a Transilvaniei, 1769-1773
Monumentul Eroilor
Biserica lutherană